# Agneepath (film 1990)
Agneepath (hindi अग्निपथ) è un film del 1990 diretto da Mukul S. Anand. Nel 2012 è stato distribuito un remake del film dal titolo omonimo o anche Walking Through Fire, per l'occidente, diretto da Karan Malhotra.

## Trama
Vijay Chauhan è sconvolto quando suo padre è stato linciato e ucciso e decide di compiere la sua vendetta sugli assassini.

## Colonna sonora
Tutte le tracce sono composte da Laxmikant-Pyarelal e Jean-Michel Jarre.

### Tracce
1. "Ali Baba Mil Gaye Chalis Choron Se"
2. "I Am Krishnan Iyer M. A."
3. "I Am Krishnan Iyer M. A."
4. "Kisko Tha Pata"

## Accoglienza
L'incasso mondiale è stato di Rs 10,25,00,000, ben al di sotto del budget del film di Rs 28,56,00,000. Nonostante sia entrato nella top 10 degli incassi mondiali del 1990, il film è stato un flop al box office.

## Riconoscimenti
- 1990 - Filmfare Awards
  - Miglior attore non protagonista a Mithun Chakraborty
  - Miglior attrice non protagonista a Rohini Hattangadi
- 1990 - National Film Awards
  - Miglior attore non protagonista ad Amitabh Bachchan

## Remake
In un'intervista con il The Times of India, Karan Johar che ha intenzione di creare un remake di questo film. Il remake del film si realizza nel set del film di Johar My Name Is Khan dove Karan Malhotra era un regista associato. Johar ha spiegato a Malhotra il suo desiderio nel creare il remake del film originale e ha chiesto di rivederlo accettando immediatamente.
Hrithik Roshan ha interpretato il ruolo principale di Vijay Deenanath Chauhan e Sanjay Dutt quello dell'antagonista Kancha Cheena. Priyanka Chopra è stata scelta come protagonista femminile. Il personaggio di Krishnan Iyer interpretato da Mithun Chakraborty è stato rimosso e al suo posto Rishi Kapoor ha interpretato il nemico Rauf Lala. Nel cast sono inclusi anche Om Puri e Zarina Wahab.
Il film è stato girato a Mumbai. Principalmente la data di uscita era fissata per il 20 gennaio ma è stato posposto di una settimana, esattamente per il 26 gennaio 2012. Al confronto dell'originale ha aperto a responsi positivi da critici e audience. Agneepath ha collezionato al box office Rs 217.5 milioni (4.34 milioni di $) nella giornata di uscita. Il film ha avuto un rating di 6.5 stelle su 10.
Il film è stato anche modificato e ricreato nella Tamil con il titolo Sivasakthi, con protagonisti Sathyaraj e Prabhu Ganesan diretto da Suresh Krissna.